# 山寺喜成
山寺 喜成（やまでら よしなり　1938年 - ）は、日本の林学者。農学博士。専門は緑化工学、自然修復再生学、森林保全学、森林科学、治山砂防学。

## 職歴[1]
- 農林業に従事(高校卒業後、長野県辰野町にて)(1956年～1959年)
- 長野県庁林務部治山課技師(1963年～1965年)
- 富山県立大学非常勤講師(緑化工学)(1974年～2008年)
- 東京農業大学助教授(治山・緑化工学)(1978年～1993年)
- 東京農工大学非常勤講師(緑化工学)(1972年～1998年)
- 東京大学大学院非常勤講師(砂防造林学:環境緑化工学)(1988年～1998年)
- 早稲田大学理工学部客員研究員(1992年～1998年)
- 日本緑化工学会会長(1996年～1997年)
- 九州大学 非常勤講師(森林環境工学)(2001年)
- 信州大学 農学部教授(森林科学、緑化工学、森林機能学、砂防学)(1994年-2003年)
- 信州大学農学部特任教授(緑化工学、自然修復再生学)(2005年～2008年)
- 放送大学 非常勤講師(長野学習センター)(2005年～2007年)

## 主要研究分野
自然環境の維持・保全・修復・再生に関する実証的研究
- 急勾配斜面等荒廃地に対する播種工による早期樹林化の研究(日本、ネパール、中国)
- 砂漠等乾燥地における植生再生の実証的研究(アフリカ、中国、モンゴル)

## 著書等・活動歴
- 自然公園における法面緑化基準の解説(環境庁 1982年:委員長)
- 荒廃地に対する植生復元の技術指針(道路緑化保全協会 1986年:委員長)
- 自然公園における採石跡地の続化復元対策指導指針 (環境庁 1989年:委員長)
- 急勾配斜面における緑化工技術の実験的研究(京都大学学位論文 1989年)
- 自然環境を再生する緑の設計(農業土木事索協会編 1993年:編著)
- 道路法面再緑化の事業手引き(建設省 1996年:委員長)
- ネパールの道路建設に伴う防災緑化技術の実証的研究(外務省 1998年:総括)
- 日本学術会議森林工学研連委員(日本学術会議 1994年～1997年)
- 自然公園における法面緑化指針検討委員会(環境省 2005年～2007年:委員長)
- 恢復自然環境緑化行程概論(中国科学技術出版社: 1997年)
- 植被恢復技術指南(内蒙古大学出版社 1991年)

## 受賞
- 日本林学会賞(日本林学会 1992年)
- 日本緑化工学会賞(日本緑化工学会 2000年)
- 環境保全功労賞(環境大臣 2009年)